# Кошарська волость (Конотопський повіт)
Кошарська волость — історична адміністративно-територіальна одиниця Конотопського повіту Чернігівської губернії з центром у селі Кошари.
Станом на 1885 рік складалася з 11 поселень, 14 сільських громад. Населення — 8837 осіб (4356 чоловічої статі та 4481 — жіночої), 1626 дворових господарства.
|                     | Площа, десятин | У тому числі орної, дес. |
| ------------------- | -------------- | ------------------------ |
| Сільських громад    | 8395           | 7144                     |
| Приватної власності | 8198           | 6164                     |
| Іншої власності     | 127            | 108                      |
| Загалом             | 16720          | 13416                    |

Основні поселення волості:
- Кошари — колишнє власницьке село при струмках за 30 верст від повітового міста, 2752 осіб, 550 дворів, православна церква, школа, постоялий будинок, лавка, 17 вітряних млинів, крупорушка, маслобійний, цегельний і 2 винокурних заводи.
- Дептівка — колишнє державне та власницьке село при річці Ромні, 3233 особи, 599 дворів, православна церква, школа, постоялий будинок, лавка, 17 вітряних млинів, 12 маслобійних заводів.
- Михайло-Ганнівка — колишнє власницьке село, 635 осіб, 67 дворів, православна церква, 6 вітряних млинів.
- Фесівка  — колишнє власницьке село при річці Ромні, 632 особи, 117 дворів, православна церква, лавка, 5 вітряних млинів.
- Юрівка — колишнє власницьке село, 1352 особи, 248 дворів, православна церква, школа, постоялий будинок, 2 лавки, 15 вітряних млинів, маслобійний і винокурний заводи.